# Lizardo Antonio Garrido
Lizardo Antonio Garrido (25 d'agost de 1957) és un exfutbolista xilè.

## Selecció de Xile
Va formar part de l'equip xilè a la Copa del Món de 1982.